# کیتون ۲۷۱۲
سیارک ۲۷۱۲ (به انگلیسی: 2712 Keaton، نامگذاری:1937YD) دو هزار و هفتصد و دوازدهمین سیارک کشف شده‌است که در ۲۹ دسامبر ۱۹۳۷ کشف شد.
قدر مطلق سیارک برابر ۱۳٫۵۰ است.